# United Parcel Service
A United Parcel Service, röviden UPS egy amerikai székhelyű, multinacionális csomagküldő szolgálat.

## Története
A vállalatot 1907. augusztus 28-án alapította James E. Casey.

## Képgaléria

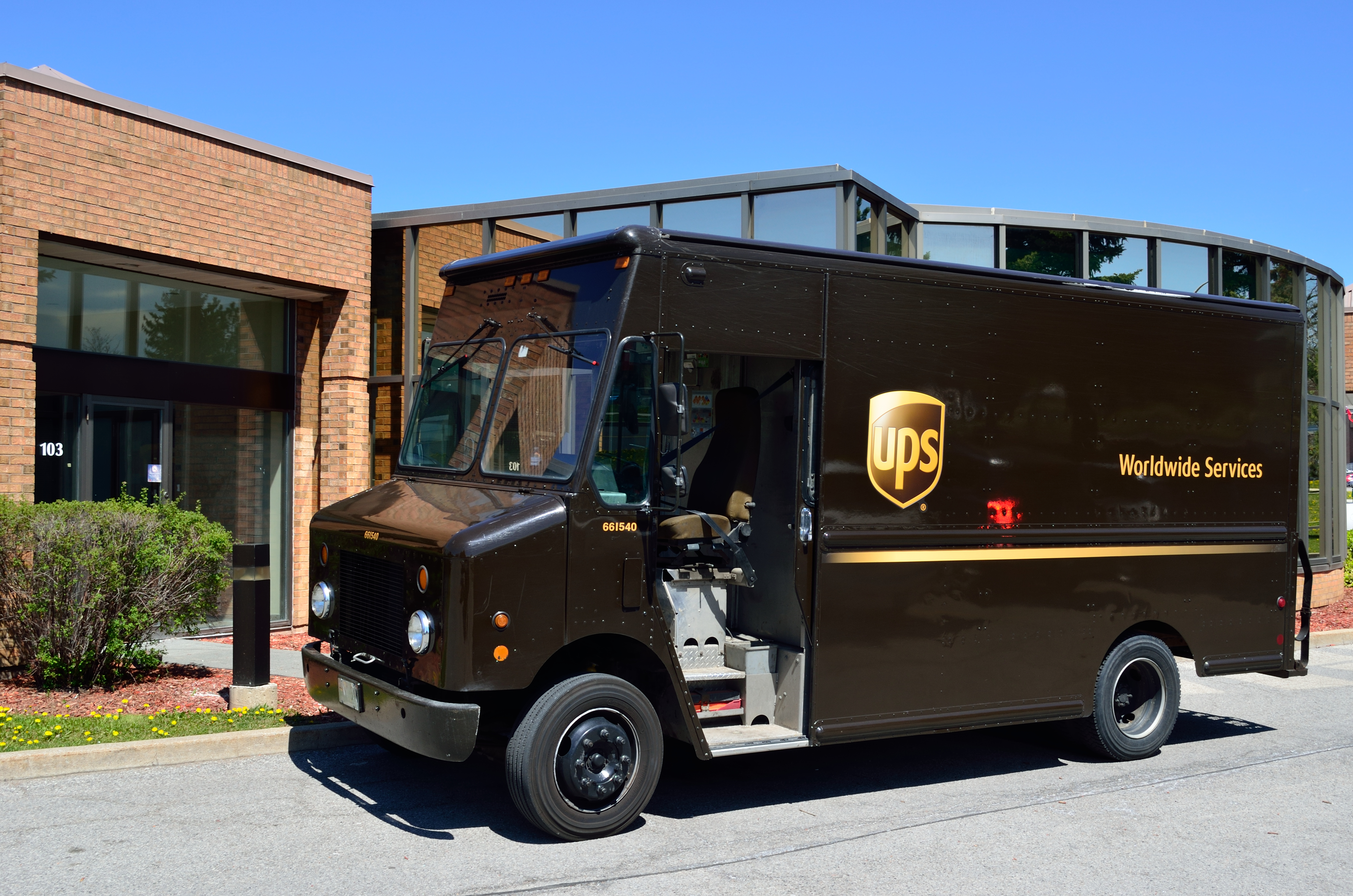
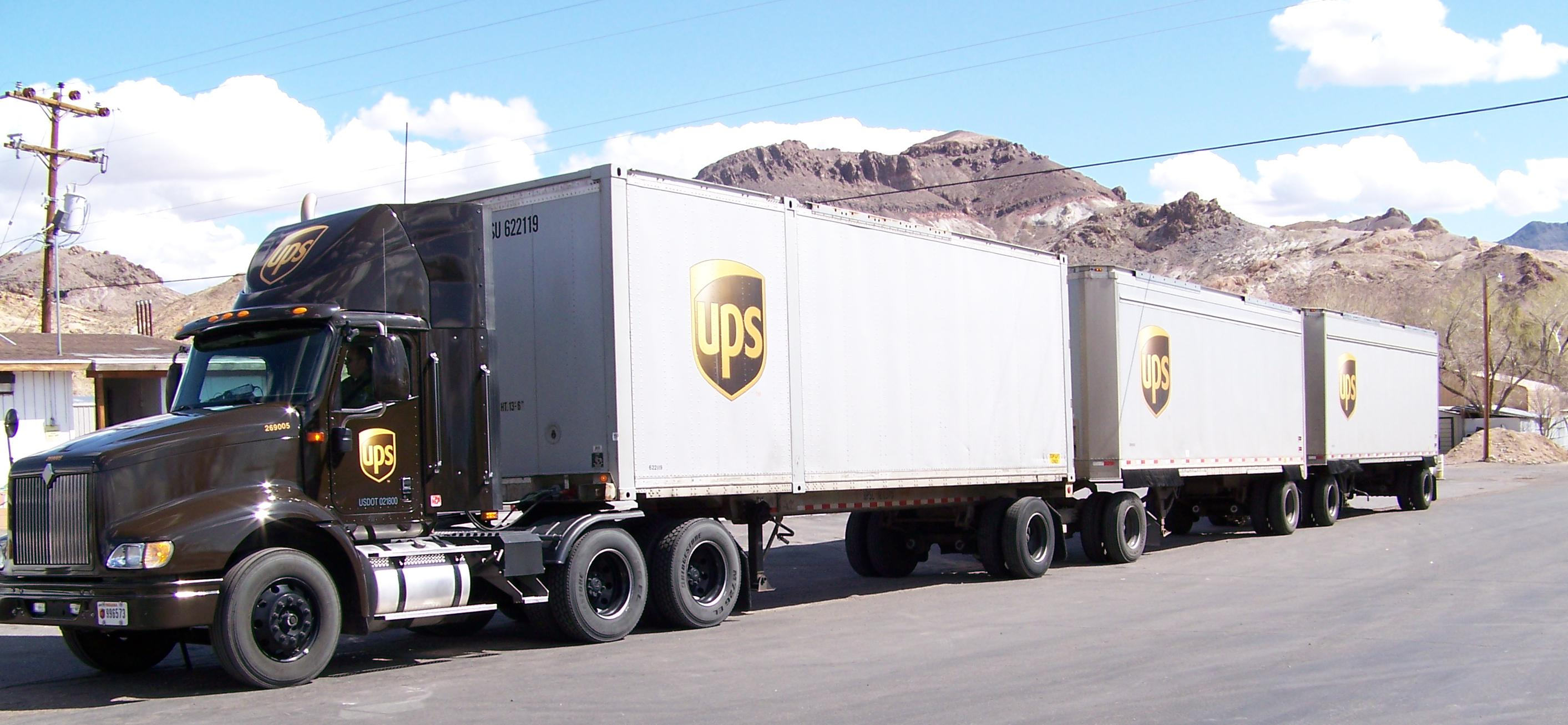
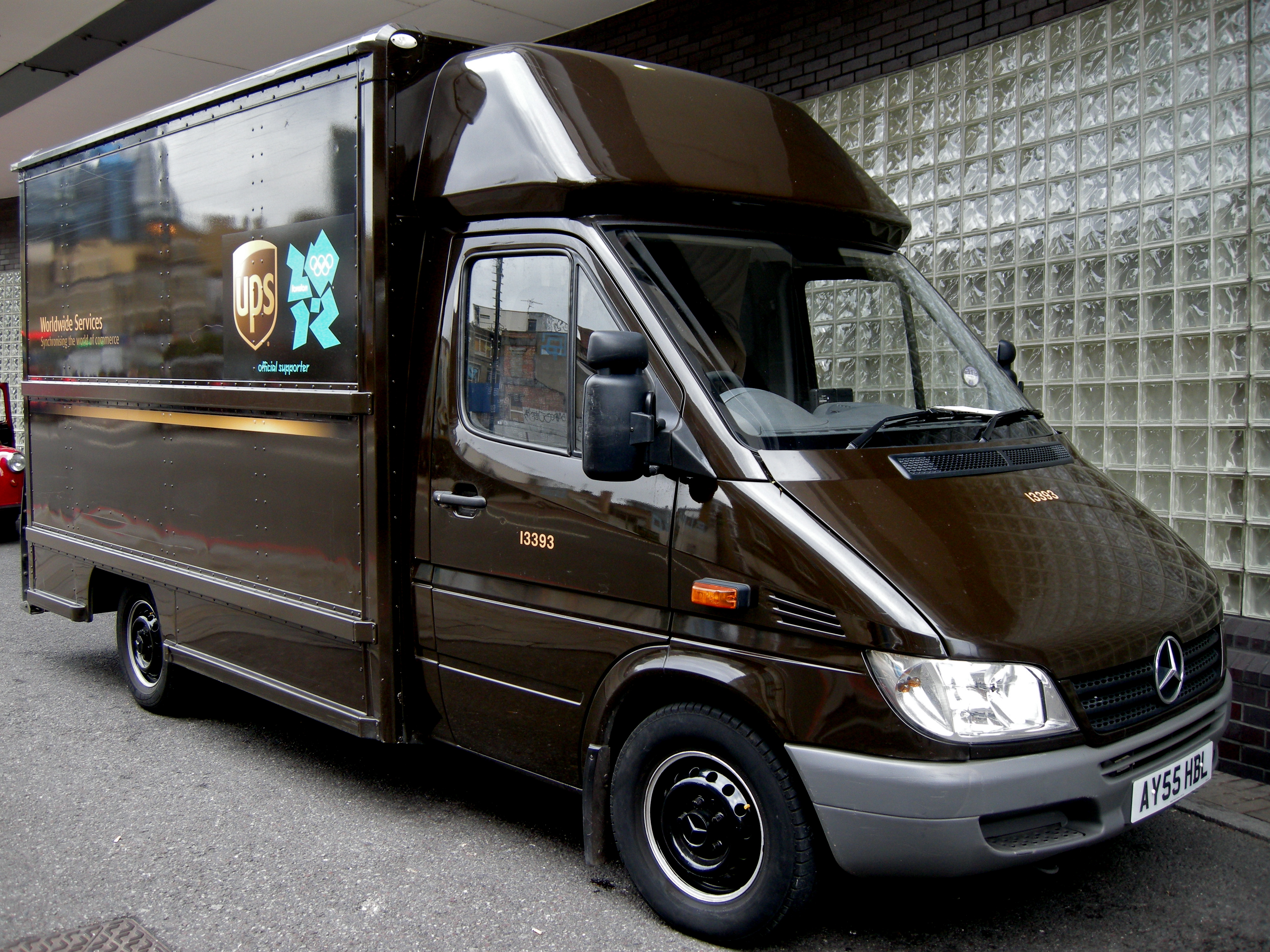
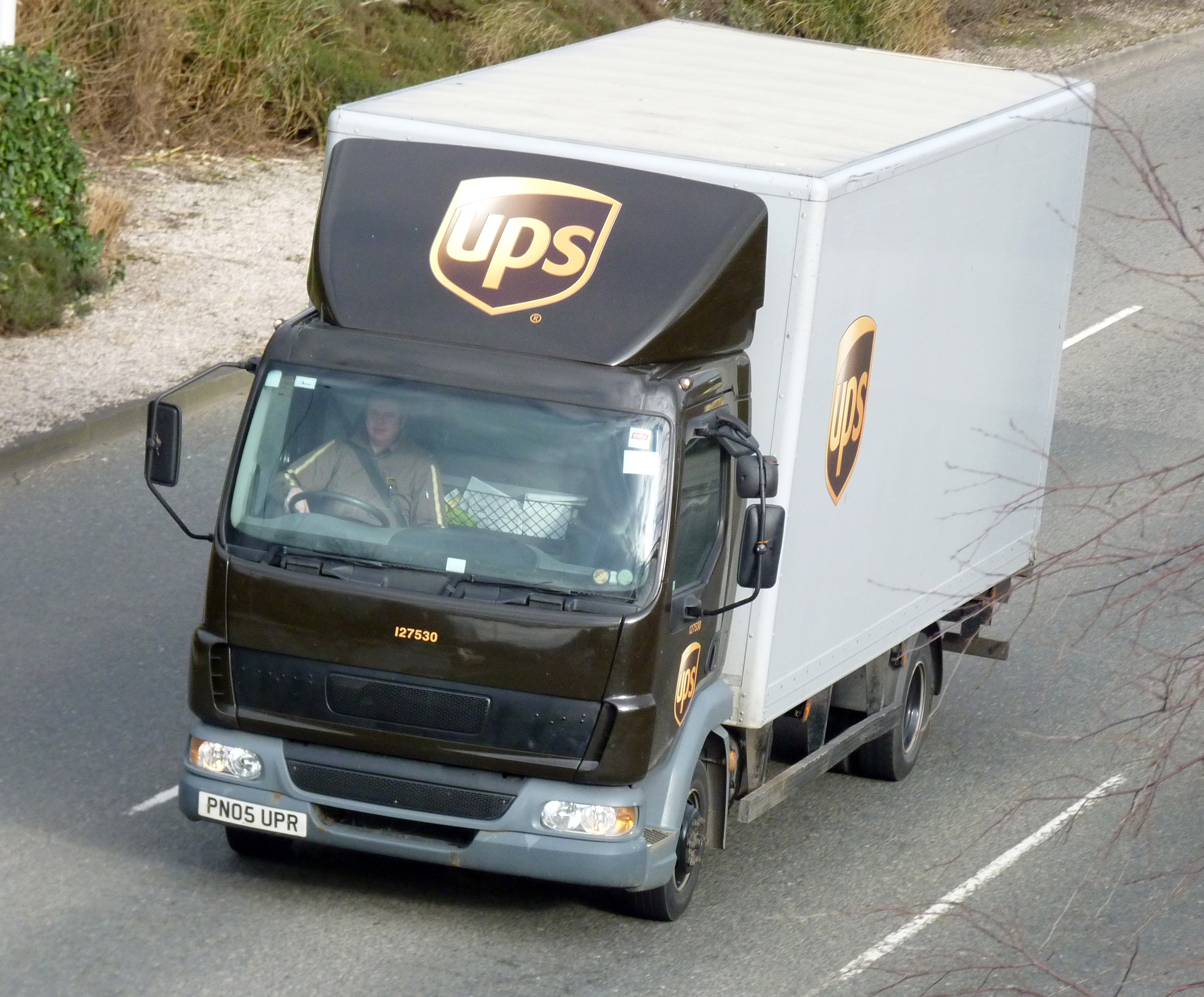
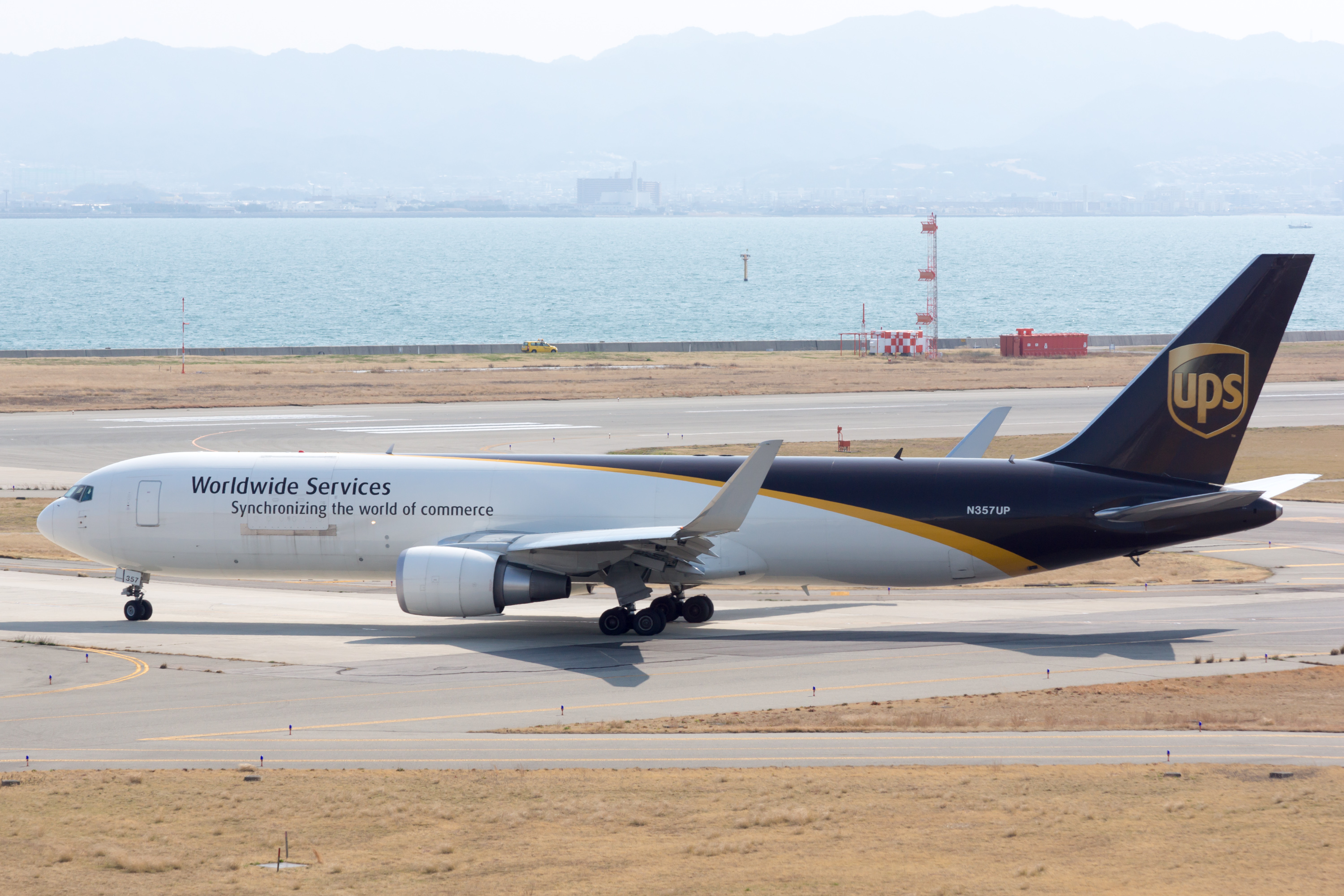

## Vezérigazgatók
- 1907–1962, James E. "Jim" Casey
- 1962–1972, George D. Smith
- 1972–1973, Paul Oberkotter
- 1973–1980, Harold Oberkotter
- 1980–1984, George Lamb
- 1984–1990, John W. Rogers
- 1990–1997, Kent C. "Oz" Nelson
- 1997–2001, James P. Kelly
- 2002–2007, Michael L. "Mike" Eskew
- 2008–2014, Scott Davis[2]
- 2014–napjainkig, David Abney